# Jardiner
Un jardiner és una persona que es dedica a la jardineria, això pot ser com a afició o com a ofici remunerat.
Els jardiners treballen amb les plantes i amb els arbres: principalment tracten de tenir-ne cura, però els bons jardiners a part d'això els fan créixer en llocs i de formes determinades per tal de potenciar una bona estètica al paisatge que forma el jardí. Que siguin dels primers o dels segons depèn de diversos factors, però principalment de: la motivació que tinguin, de la creativitat, de l'experiència, de l'espai del jardí... Però la major part de les vegades, si el jardiner no és propietari de l'espai on treballa depèn del seu sou i dels interessos del propietari.

## Descripció
Un jardiner és qualsevol persona que practica la jardineria, potser l'ocupació més antiga, des d'un aficionat en un jardí residencial, un propietari que complementa el menjar de la família amb un petit hort o jardí d’arbres fruiters, fins a un treballador de viver de plantes o granger. Com a professional, un jardiner pot treballar en un jardí privat, en jardins i parcs de la ciutat, en organitzacions que s'ocupen del disseny del paisatge, vivers, hivernacles.
El jardiner ha de tenir coneixements en ciències com la floricultura, l'agronomia, l'edologia, la botànica i la dendrologia. Un jardiner professional també ha de tenir les habilitats d'un paisatgista.

## Disseny
El terme "jardiner" també serveix per descriure els dissenyadors de jardins i arquitectes paisatgistes que es dediquen bàsicament al disseny de jardins en comptes dels aspectes pràctics de la jardineria. El disseny de jardins es considera un art a la majoria de les cultures, que es distingeix de l'horticultura la que generalment significa vetllar per un jardí. Vita Sackville-West, Gertrude Jekyll i William Robinson eren dissenyadors de jardins a més de ser jardiners.
Dissenyar un jardí significa generar un pla de construcció del vostre jardí durant el procés de disseny. El producte és un jardí, i els dissenyadors de jardins intenten optimitzar el terra, la ubicació i el clima generals, les condicions ambientals i geològiques i els processos per seleccionar les plantes adequades per a les condicions adequades. A l'Europa del segle xviii, els jardiners paisatgistes van transformar les finques en jardins formals o parcs paisatgístics, com a Versalles a França.
Avui dia, els arquitectes paisatgistes i dissenyadors de jardins continuen dissenyant espais de jardins privats, complexos residencials i zones verdes, parcs i bulevards públics, així com la planificació del lloc per a campus i parcs corporatius d'oficina. Paisatgistes professionals han de tenir certificats de l'Associació de Paisatgistes Professionals.

## Manteniment
El dissenyador també efectua orientació i supervisió durant la construcció, així com el control de la creació i el manteniment després que s'hagi creat el jardí. Un jardiner és una persona que sap com tenir cura del disseny d'un jardí.
El treball d'un jardiner durant tot l'any inclou plantar flors i altres plantes, fer descarda, podar, empeltar, podar, barrejar i preparar insecticides i altres productes per controlar plagues, i mantenir el compost del jardí. Els cultivadors han de controlar les males herbes utilitzant mètodes físics o químics per evitar que arribin a l'etapa de creixement madur en què poden danyar les plantes domesticades. Les mesures primerenques, com el cultiu de plantes joves de llavors per al seu ús i replantació posterior, generalment ha de realitzar a principis de la primavera.